# Nicollette Sheridan
Nicollette Sheridan (Worthing, 1963. november 21. –) Golden Globe-díjra jelölt angol származású amerikai színésznő.
Az eredetileg divatmodell Sheridan a CBS Knots Landing című szappanopera révén lett ismert, Paige Matheson szerepében, akit 1986 és 1993 között alakított. Több évnyi filmezés és vendégszerepek után 2004-ben bekerült a Született feleségek csapatába, melyben Edie Britt szerepét vállalta el. Alakításáért 2005-ben legjobb komikus női mellékszereplőként Golden Globe-díjra jelölték.

## Fiatalkora és családja
A brit színésznő Sally Sheridan lányaként látta meg a napvilágot West Sussex megye Worthing városában. Édesapja elhagyta a családot, amikor a lány egyéves volt és soha többé nem is találkoztak. A színésznő gyermekkora óta édesanyja legutolsó exbarátját, Telly Savalas-t tekinti édesapjának. Üknagyanyja pandzsábi-indiai leszármazott volt. Van egy féltestvére, Nick Savalas. 
Tanulmányait a Somerset megyében található Millfield-ben végezte.

## Pályafutása
1984-ben debütált színészként a Paper Dolls című rövid, de annál sikeresebb életet megélt sorozatban. Igazi áttörést csak 1986-ban ért el, amikor csatlakozott a Knots Landing csapatához, hogy eljátssza Paige Matheson szerepét. Először csak visszatérő szereplőként jelent meg, de karaktere olyan népszerűséget ért el a nézők körében, hogy a 10. évadtól (1988–1989) főszereplővé lépett elő. Ezért a szerepéért két díjat is bezsebelhetett 1990 és 1991 között. 1991-ben a People magazin beválasztotta az 50 legszebb nő közé. 1993-ban a sorozat végeztével tévéfilmekben kapott szerepeket. A Will és Grace című amerikai sitcom főhősnőjének, Grace Adlernek az eljátszására először Sheridan-t kérték fel, de ő nem vállalta. Később vendégszerepelt a sorozatban.
1993 után szinte alig kapott jó szerepeket, és a média sem foglalkozott vele, amíg 2004-ben meg nem kapta a szexi, elvált Edie Britt szerepét az ABC világhírűvé vált Született feleségek című sorozatában. A producerek és az alkotó Marc Cherry Edie Britt karakterét csak az első évadban szerette volna életre kelteni, de a sorozatban való népszerűsége miatt úgy döntöttek, hogy ő marad az ötödik feleség. Ezért a szerepéért 2005-ben Golden Globe-díjra jelölték, mint a legjobb női mellékszereplőt vígjáték kategóriában. A sorozat miatt újra az amerikai sajtó célpontjává vált, és nem kevésszer olyan hírek kerültek napvilágra, miszerint az igen vonzó színésznőn plasztikai műtétek sorozatát végezték el. A színésznő ezeket a vádakat és híreszteléseket tagadta.
2009-ben Nicolette Sheridan szóvivője azt nyilatkozta, hogy a színésznő kilép a sorozatból. Így az 5. évadban jelent meg utoljára, azonban lehetségesnek tartották, hogy a későbbi évadokban még visszatér vendégszerepre. Eztán két tévéfilmben, és egy kisjátékfilmben szerepelt.

## Magánélete
1979 és 1985 között az akkori tinibálvány Leif Garrett-tel járt, akivel 15 éves korában kezdett randizgatni. A fiúval és annak anyjával élt egy háztartásban, ám szakított annak drogproblémái miatt szakított a fiúval.
1991 és 1993 között házasságban élt Harry Hamlin amerikai színésszel. A sajtó úgy értelmezte ezt a rövid házasságot, mint egy zöld utat ahhoz, hogy a színésznő vízumot és állampolgárságot kapjon. Felmerültek a pletykák, hogy a CBS és Telly Savalas keze is benne volt a dologban.
2005 januárja és októbere között Nicklas Söderblom svéd személyi edzővel élt eljegyzésben, szakításuk után Sheridan visszaköltözött exbarátjához, Michael Bolton-hoz, akivel 2006 márciusában eljegyezték egymást.

## Filmográfia

### Film
| Év   | Magyar cím                           | Eredeti cím                    | Szerep                             | Magyar hang       |
| ---- | ------------------------------------ | ------------------------------ | ---------------------------------- | ----------------- |
| 1985 | Tuti dolog                           | The Sure Thing                 | a tuti dolog                       |                   |
| 1989 |                                      | Dirty Tennis (rövidfilm)       | önmaga                             |                   |
| 1992 | Függöny fel                          | Noises Off                     | Brooke Ashton / Vicki              | Orosz Helga       |
| 1996 | Drágám, add az életed!               | Spy Hard                       | Veronique Ukrinsky, 3.14-es ügynök | Orosz Helga       |
| 1997 | Beverly Hills-i nindzsa              | Beverly Hills Ninja            | Allison Page / Sally Jones         | Orosz Helga       |
| 1998 | Korán keltem aznap, amikor meghaltam | I Woke Up Early the Day I Died | báltermi nő (cameo)                |                   |
| 1999 | Nyers erő                            | Raw Nerve                      | Izabel Sauvestre                   |                   |
| 2002 | Gyilkosság.com                       | .com for Murder                | Misty Brummel                      | Kéri Kitty        |
| 2002 | Tarzan és Jane                       | Tarzan & Jane                  | Eleanor (hangja)                   |                   |
| 2003 | Kincskeresők kíméljenek!             | Lost Treasure                  | Carrie                             | Farkasinszky Edit |
| 2007 | Fedőneve: Takarító                   | Code Name: The Cleaner         | Diane                              | Kubik Anna        |
| 2008 | Légy a Holdon                        | Fly Me to the Moon             | Nadia (hangja)                     | Bánsági Ildikó    |
| 2009 |                                      | Noah's Ark: The New Beginning  | Zenna (hangja)                     |                   |
| 2011 |                                      | XXIT (rövidfilm)               | Nikki Williams                     |                   |
| 2012 |                                      | Jewtopia                       | Betsy O'Connell                    |                   |
| 2014 |                                      | Let's Kill Ward's Wife         | Robin Peters (cameo)               |                   |

### Televízió
| Év        | Magyar cím                    | Eredeti cím                           | Szerep                          | Magyar hang        | Megjegyzések                                      |
| --------- | ----------------------------- | ------------------------------------- | ------------------------------- | ------------------ | ------------------------------------------------- |
| 1984      |                               | Paper Dolls                           | Taryn Blake                     |                    | 13 epizód                                         |
| 1985      |                               | Scene of the Crime                    | Liza                            |                    | 1 epizód                                          |
| 1986–1993 |                               | Knots Landing                         | Paige Matheson                  |                    | állandó szereplő (181 epizód)                     |
| 1986      | Gloriett a hullának           | Dead Man's Folly                      | Hattie Stubbs                   | Kiss Erika         | tévéfilm                                          |
| 1986      |                               | Dark Mansions                         | Banda Drake                     |                    | tévéfilm                                          |
| 1990      | Csillámló szenvedélyek        | Deceptions                            | Adrienne Erickson               | Für Anikó          | tévéfilm                                          |
| 1990      | Jackie Collins: Vad játszma   | Lucky/Chances                         | Lucky Santangelo                |                    | minisorozat (3 epizód)                            |
| 1991      |                               | Paradise                              | Lily                            |                    | 1 epizód                                          |
| 1992      |                               | Somebody's Daughter                   | Sara                            |                    | tévéfilm                                          |
| 1994      | Vissza hozzátok               | A Time to Heal                        | Jenny Barton                    |                    | tévéfilm                                          |
| 1994      |                               | Shadows of Desire                     | Rowena Ecklund                  |                    | tévéfilm                                          |
| 1995      | Járvány                       | Virus                                 | Marissa Blumenthal              | Kisfalvi Krisztina | tévéfilm                                          |
| 1995      | Megbélyegezve: A McMartin-per | Indictment: The McMartin Trial        | Grace (stáblistán nem szerepel) | Orosz Anna         | tévéfilm                                          |
| 1995      |                               | Silver Strand                         | Michelle Hughes                 |                    | tévéfilm                                          |
| 1996      | Szomszédok                    | The People Next Door                  | Anna Morse                      |                    | tévéfilm                                          |
| 1997      | Agylenyomat                   | Murder in My Mind                     | Callain Pearson                 |                    | tévéfilm                                          |
| 1997      |                               | The Larry Sanders Show                | önmaga                          |                    | 1 epizód (5. évad)                                |
| 1997      |                               | Knots Landing: Back to the Cul-de-Sac | Paige Matheson (cameo)          |                    | minisorozat (1 epizód)                            |
| 1998      | Holt férjek társasága         | Dead Husbands                         | Alexandra Elston                | Zakariás Éva       | tévéfilm                                          |
| 2000      | Csigalépcső                   | The Spiral Staircase                  | Helen Capel                     | Hámori Eszter      | tévéfilm                                          |
| 2001–2002 | Tarzan legendája              | The Legend of Tarzan                  | Eleanor (hangja)                |                    | 26 epizód                                         |
| 2002      | Találkoztunk már?             | Haven't We Met Before?                | Eliza / Kate / Emily Winton     |                    | tévéfilm                                          |
| 2003      |                               | Static Shock                          | Darcy / Miss Moore              |                    | 1 epizód                                          |
| 2003      | Halálos árulás                | Deadly Betrayal                       | Donna Randal                    |                    | tévéfilm                                          |
| 2003      | Will és Grace                 | Will & Grace                          | Dr. Danielle Morty              |                    | 1 epizód                                          |
| 2003      |                               | Becker                                | Anna                            |                    | 1 epizód                                          |
| 2004      | Várj, míg világos lesz!       | Deadly Visions                        | Ann Culver                      | Orosz Anna         | tévéfilm                                          |
| 2004      | Karate kutya                  | The Karate Dog                        | Fehér Macska (hangja)           |                    | tévéfilm                                          |
| 2004–2009 | Született feleségek           | Desperate Housewives                  | Edie Britt Williams             | Básti Juli         | 1-5. évad (111 epizód)                            |
| 2011      | Egyszemélyes nászút           | Honeymoon for One                     | Eve Parker                      | Kovács Nóra        | tévéfilm                                          |
| 2013      |                               | The Christmas Spirit                  | Charlotte Hart                  |                    | - tévéfilm - társíró és vezető producer           |
| 2016      | A tökéletes apapótló          | All Yours                             | Cass                            |                    | - tévéfilm - vezető producer                      |
| 2018–2019 | Dinasztiák                    | Dynasty                               | Alexis Morell Carrington        | Orosz Helga        | - mellékszereplő (1. évad) - főszereplő (2. évad) |
| 2024      |                               | Ladies of the '80s: A Divas Christmas | Juliette Matheson               |                    | tévéfilm                                          |